# Strażnicy Teksasu

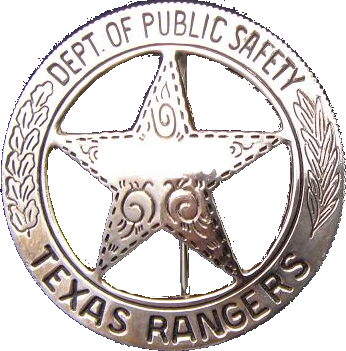
Odznaka Strażników Teksasu

Strażnicy Teksasu (ang. Texas Rangers), oficjalnie Texas Ranger Division – amerykańska jednostka typu policyjnego; oficjalnie założona w 1835 r., jednak rzeczywiście sformowana około dziesięciu lat wcześniej dla ochrony pogranicza nowo powstałego stanu Teksas przed atakami Indian.

## Postrzeganie
Strażnicy są jednostką elitarną, każdy jej członek jest bardzo dobrze wyszkolony, przez co powstało powiedzenie „One Riot, One Ranger”, co w tłumaczeniu oznacza „Jeden Bunt, Jeden Strażnik”.
Z uwagi na okrucieństwo, którym wykazali się podczas wojny amerykańsko-meksykańskiej (1846–1848) zaczęto ich nazywać przydomkiem „Los Diablos Tejanos”, co w tłumaczeniu z j. hiszpańskiego oznacza „Teksańskie Diabły”.
Strażnicy Teksasu wpisują się w archetyp herosów. Prędko stali się bohaterami wierszy, piosenek i tzw. „dime novels”, dzięki czemu już około połowy XIX wieku stali się ikonami popkultury. Później Strażników Teksasu przedstawiano także w komiksach, filmach i serialach telewizyjnych.